# Christian Kampmann
Christian Kampmann (ur. 24 lipca 1939 w Hellerup, zm. 12 września 1988 na Læsø) – duński pisarz realistyczny.
Kampmann był przedstawicielem pisarzy nowego realizmu lat 60. i 70. XX wieku w Danii. Powieści jego odzwierciedlają mentalny stan społeczeństwa duńskiego w okresie od zakończenia II wojny światowej do lat 80. 
Typowymi bohaterami Kampmanna byli przedstawiciele klasy średniej i wyższej nieumiejący znaleźć się w swoim środowisku. Autor znał osobiście to środowisko, jego konwencje i dylematy - sam pochodził z zamożnego dyrektorskiego domu, oprócz tego przez wiele lat ukrywał swoją orientację homoseksualną za parawanem tradycyjnej rodziny z dwójką dzieci.
Z wykształcenia był Kampmann dziennikarzem. W latach 1964–70 pracował w duńskim dzienniku telewizyjnym, jednocześnie pisząc do Aktuelt, potem pracował w dziale kultury dziennika Information. W 1973 odznaczony nagrodą literacką Złote Laury.
Kampmann został zamordowany w 1988 roku na wyspie Læsø. Mordercą był jego partner, pisarz Jens Michael Schau. Para spędzała wakacje na wyspie, aby dopisać kontynuację jednego z najpopularniejszych duńskich seriali telewizyjnych, Matador.
W grudniu 2004 do kin weszła kilkugodzinna ekranizacja czterotomowej powieści Kampmanna Rodzina Gregersen.

## Wybrana bibliografia
- Blandt venner (1962, debiut, zbiór opowiadań)
- Al den snak om lykke (1963, debiutancka powieść)
- Familien Gregersen (4 tomy)
  - Visse hensyn (1973); Faste forhold (1974); Rene linjer (1975); Andre måder (1975)
- Fornemmelser (3 tomy, powieść autobiograficzna)
  - Fornemmelser (1977); Videre trods alt (1979); I glimt (1980)